# Early adopter

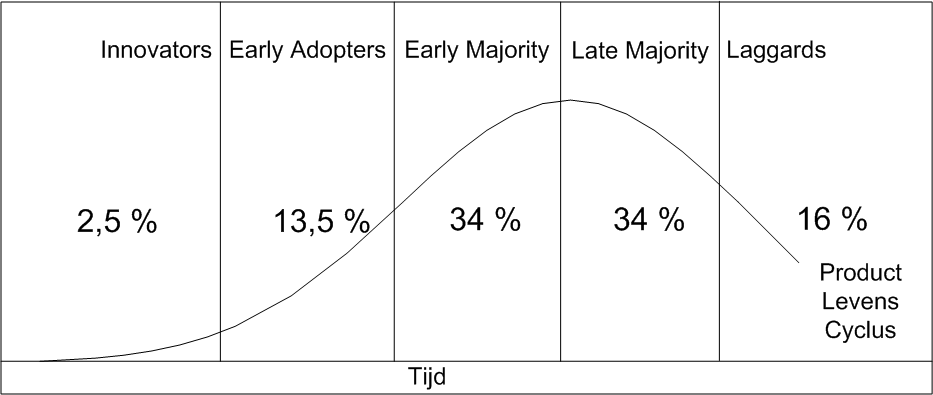
Early adopter in de levenscyclus van een product

Een early adopter (letterlijk een vroege aanvaarder) is iemand die een bepaald product of een bepaalde technologie begint te gebruiken voordat de grote massa dat doet.
Adopt slaat op het aannemen van iets, denk bijvoorbeeld aan de adoptie van kinderen. Early adopter wordt gebruikt in bijvoorbeeld de sociologie om diegenen aan te duiden die een bepaalde ontwikkeling als eerste oppakken (aannemen). Early adopter komen we vaak tegen bij het beginnende gebruik van technologie, bijvoorbeeld de early adopters van hd-tv of blu-ray/hd-dvd.
Vaak zijn early adopters bereid om veel te betalen om deze nieuwe technologie te bemachtigen. De acceptatiegraad van nieuwe producten of diensten ligt bij deze mensen hoger dan bij de gemiddelde consument. Early adopters kunnen worden gezien als de eerste klanten in de productlevenscyclus van een product. In marketing wordt daarom heel erg uitgekeken naar deze early adopters.